# ATW Winterthur
Der Abstinenten-Turnverein und Ballspielklub Winterthur, kurz ATW Winterthur, war ein Winterthurer Turn- und Handballverein.

## Geschichte
Der Verein wurde als Abstinenten-Turnverein Winterthur (ATV Winterthur) am 9. Januar 1939 im alkoholfreien Restaurant «Heimat», an dessen Stelle heute das Theater Winterthur steht, von Mitgliedern des Blaukreuzes und der Winterthurer Studentenverbindung «Humanitas» gegründet. Erster Präsident wurde Jacques Spörri. Bereits ein Jahr zuvor hatte ein Team aus den Gründungsmitgliedern als «Abstinente» an der städtischen Handballmeisterschaft teilgenommen und landete auf dem 2. Platz hinter Pfadi Winterthur.
Gleich nach der Gründung hatte der Verein während des Zweiten Weltkriegs eine erste, schwierige Phase zu überstehen. Ein Grossteil der Mitglieder leistete Militärdienst, und aufgrund der Verdunkelungsvorschriften durften abends keine Trainings stattfinden. Von 1944 bis 1946 konnte man nur mithilfe der Stadtpolizei an der Meisterschaft teilnehmen, da man ansonsten zu wenige Mitglieder hatte. Erfolgreicher war man zu dieser Zeit im Korbball, wobei die Abstinenten in der Region Winterthur das erfolgreichste Team waren und 1945 sogar eine Saison ungeschlagen überstanden. Der Verein stellte zeitweise bis zu vier Teams an Korbballmeisterschaften. In die gleiche Zeit fällt auch die Gründung einer Damen- und wenig später einer Männerriege durch Otto Weber, einen Lehrer an der Freien Schule Winterthur. Zwischenzeitlich nahm man auch an Strassen- und Orientierungsläufen teil.
Ab 1947 nahm der Verein wieder mit einem eigenen Team an den Handballmeisterschaften teil, musste jedoch in der 3. Liga neu beginnen. Es folgten zwei Aufstiege in Folge, sodass die Winterthurer 1949 bereits in der 1. Liga spielten und im Schweizer Cup den Nationalligaverein HC Rorschach aus dem Wettbewerb warfen. Im gleichen Jahr nahm auch erstmals ein Damenteam an den Handballmeisterschaften teil. Im Feldhandball spielte Winterthur zehn Jahre lang in der 1. Liga, bevor man in den Jahren 1958 und 1959 wieder in die 3. Liga abstieg. Als Konsequenz aus diesem Absturz stellte der Verein das Korbballspiel zugunsten des Handballspiels ein. Diese Massnahme hatte Erfolg: Unter Oberturner Hansjakob Bertschinger kehrte der Verein in die 1. Liga zurück und verblieb dort bis zur Einstellung der Feldhandballmeisterschaft 1971.
Bei der Einführung des Hallenhandballs war der ATW Winterthur einer der ersten Vereine, die auch dort ein Team stellten; sie spielten bis zur Gründung der Nationalliga B (und auch noch kurz danach) in der zweithöchsten Liga, in den sechziger Jahren wurde man einmal Meister der Region Nordostschweiz. Der Verein wurde in der Zwischenzeit in Abstinenten-Turnverein und Ballspielklub Winterthur umbenannt, gebräuchlich wurde jedoch einzig die Abkürzung ATW Winterthur.
1969/70 stieg der Verein wieder in die 2. Liga ab, für den Aufstieg in die 1. Liga reichte es den Herren danach nie mehr, zumal mit der Gründung von Yellow Winterthur auf dem Platz Winterthur auch neue Konkurrenz erwuchs. Stärker wurden im Gegensatz zu den Herren jedoch nun die Damen: Während die Herren in den 80er-Jahren in die fünftklassige 3. Liga abstiegen, konnten diese in der Saison 1982/83 in die 1. Liga aufsteigen, und in der Saison 1988/89 spielte der Verein dank der Damenabteilung erstmals in seiner Vereinsgeschichte sogar in der höchsten Schweizer Liga. Am 10. September 1989 konnte der Verein unter anderem mit einem Finalspiel im Schweizer Feldhandballcup auf der Schützenwiese sein 50-Jahre-Jubiläum feiern; der Verein umfasste damals noch 218 Mitglieder. 1989/90 konnten sich die Frauen am letzten Spieltag der Abstiegsrunde noch vor dem direkten Wiederabstieg aus der höchsten Spielklasse retten, in der Saison 1990/91 gelang ihnen dasselbe Kunststück jedoch nicht mehr, und die Mannschaft stieg wieder ab.
Gemäss den Protokollen des Dachverbands Winterthur Sport fusionierte der ATW Winterthur 1991 mit dem Handballverein Yellow Winterthur.